# Pavetta transjubensis
Pavetta transjubensis är en måreväxtart som beskrevs av Emilio Chiovenda. Pavetta transjubensis ingår i släktet Pavetta och familjen måreväxter. Inga underarter finns listade i Catalogue of Life.